# 默西鐵路

默西鐵路路線

默西鐵路（英語：Merseyrail）是英國的一家提供城市通勤鐵路客運服務的公司，其線路以利物浦市区为中心，范围覆盖默西塞德郡区域并延伸至周边柴郡的埃尔斯米尔港、切斯特和兰开夏郡的奥姆斯柯克。默西鐵路是英國全國鐵路網的一部分。默西鐵路在利物浦市中心用兩條地下線。默西鐵路擁有67個車站和75英里長的線路，其中有6.5英里是在地下。每天超過100,000人次乘坐默西鐵路的列車，是英國除了倫敦以外最繁忙的鐵路系統。默西鐵路拥有北線，城市線和威勒爾線三条线路。
默西铁路虽然仍然属于英國全國鐵路網的一部分，但由于除城市线以外的北线和威勒尔线拥有独立的铁路轨道和与一般城市地铁并无两样的售票闸机、地下站台和隧道，并且亦可以使用默西塞德郡普通公共交通卡乘坐，是一个潜在的可以发展成为地铁的准地铁系统，在中文语境下有时直接被称作利物浦地铁。默西塞德民间亦有将默西铁路现有路线进行扩充并独立成利物浦地铁的想法。

## 路线
| 路線名稱 | 路線名稱 | 開通年份 | 路線類型           |
| -------- | -------- | -------- | ------------------ |
|          | 城市線   | 1972年   | 普通城际铁路       |
|          | 威勒尔线 | 1978年   | 淺層隧道和地面铁轨 |
|          | 北線     | 1977年   | 淺層隧道和地面铁轨 |

## 外部連結
- 官方網站 （页面存档备份，存于）